# Kenyentulus condei
Kenyentulus condei är en urinsektsart som först beskrevs av N. Ramachandra Prabhoo 1975.  Kenyentulus condei ingår i släktet Kenyentulus och familjen lönntrevfotingar. Inga underarter finns listade i Catalogue of Life.